# Boucles de l'Aulne 2009
La 52e édition des Boucles de l'Aulne s'est déroulée le 31 mai 2009. L'épreuve est inscrite au calendrier de l'UCI Europe Tour 2009 dans la catégorie 1.1.

## Classement final
|    | Coureur            | Équipe                    |    | Temps           |
| -- | ------------------ | ------------------------- | -- | --------------- |
| 1  | Maxime Bouet       | Agritubel                 | en | 4 h 16 min 38 s |
| 2  | Anthony Roux       | La Française des Jeux     |    | m.t.            |
| 3  | Mickaël Larpe      | Roubaix Lille Métropole   |    | m.t.            |
| 4  | Guillaume Levarlet | La Française des Jeux     | +  | 2 s             |
| 5  | Pierre Cazaux      | Roubaix Lille Métropole   | +  | 17 s            |
| 6  | Jérémie Galland    | Besson Chaussures-Sojasun |    | 25 s            |
| 7  | Nicolas Rousseau   | AG2R La Mondiale          | +  | 28 s            |
| 8  | Maxime Méderel     | Auber 93                  | +  | 31 s            |
| 9  | Antoine Dalibard   | Bretagne-Schuller         | +  | 45 s            |
| 10 | Yann Pivois        | Bretagne-Schuller         | +  | 53 s            |